# Cestrum parqui
Cestrum parqui és una planta de la família de les solanàcies. En català té diferent noms: cèstrum, aroma de nit, cèstrum groc, galant de nit o gallina rostida.

## Descripció

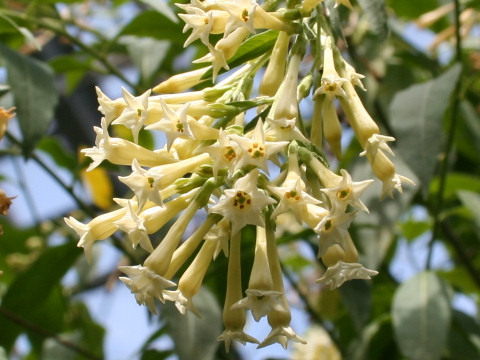
Detall de les flors

És un arbust perennifoli que pot atènyer fins a quatre metres. El tronc és recte i ramificat i té l'escorça marró-verdosa i rugosa. Les fulles, que fan una olor desagradable, són lanceolades, d'un color verd fosc per l'anvers i de color verd clar pel revers, i fan entre uns 6 i 14 centímetres de llarg per uns 2,5-4 d'ample. Floreix de maig a octubre; les flors són d'un color groc verdós, fan entre 2 i 3 centímetres i creixen als extrems de les tiges en forma d'inflorescències.

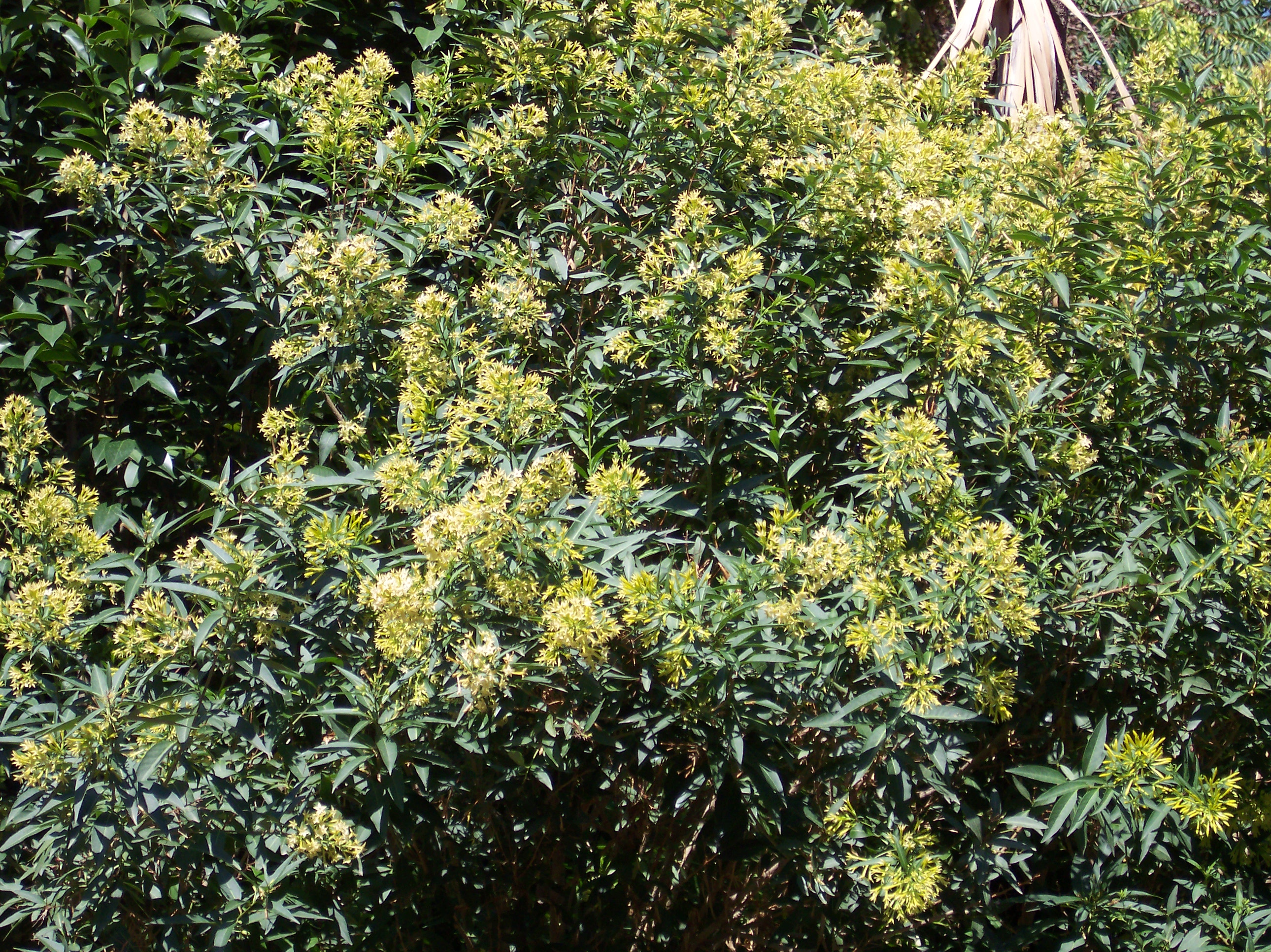

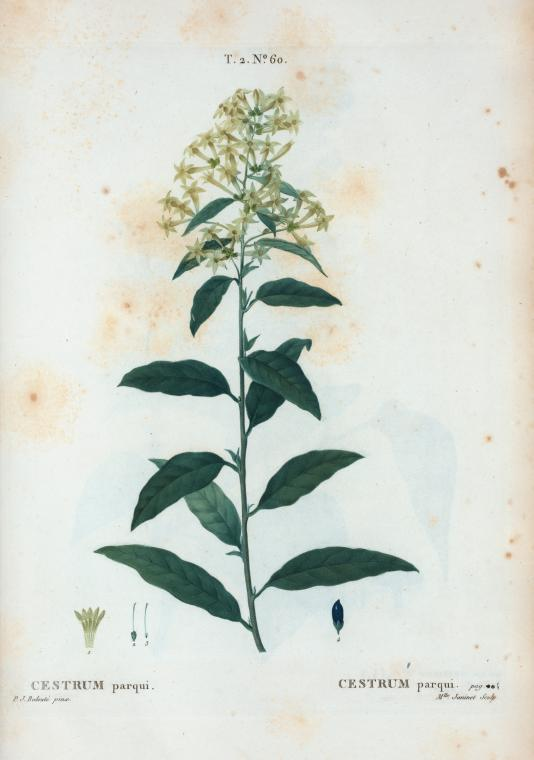
Il·lustració

El seu fruit és una petita baia negra que els ocells mengen, tot i que és molt tòxica per als humans i el bestiam com tota la resta de la planta.

## Hàbitat
És un arbust originari de Sud-amèrica. A Catalunya ha estat introduït per ser plantat de forma ornamental en jardins, i a vegades se'l troba de forma espontània en boscos propers a ciutats i urbanitzacions.
A Catalunya encara no és classificada com a invasora però a molts països està esdevenint un problema ecològic molt important. Malgrat el potencial d'invasió l'espècie és apreciada, no tan sols per les flors i l'olor, sinó també per la resistència a gelades i sequera.

## Toxicologia
Conté carboxiparquina, i el menys perillós metabòlit parquina (un diterpenoide) –amb efectes semblants als de la estricnina–, solasonina (un alcaloide), trigogenina, yuccagenina i altres steroidsaponines i alcaloides tropànics (hiosciamina). Pot contribuir a la calcificació del cor, fetge i pulmons. És lleugerment al·lucinogen i euforitzant. Amb dosis més elevat provoca febre i gastroenteritis. Al bestiam causa ptialisme (salivació excessiva), ulls aiguosas, còlics, marxa feble i titubant així com dolor abdominal, i moren en dos a tres dies. Les fulles seques queden tòxiques. El major perill per al bestiam quan per inadvertència es mesclen baies i fulles de poda amb el faratge. Les saponines tendrien un potencial com a plaguicida vegetal, entre d'altres com a repulsiu de Pieris brassicae, i efecte antifeeding contra Spodoptera littoralis, les larves d'Elicoverpa armigera i els adults de Schistocerca gregaria així com contra els mol·luscs terrestres fitòfags, els ous dels nematodes de Meloidogyne incognita, tot i que la seva biodegradació ràpida encara en dificulta l'ús efectiu com a bioplaguicida.